# ان. اف. اس. گروندتویگ
نیکلای فردریک سِورین گروندتویگ (به انگلیسی: Nikolaj Frederik Severin Grundtvig؛ تلفظ دانمارکی: [ˈne̝koˌlɑjˀ ˈfʁeðˀˌʁek ˈse̝vəˌʁiˀn ˈkʁɔntvi]؛ ۸ سپتامبر ۱۷۸۳–۲ سپتامبر ۱۸۷۲)، که اغلب به عنوان ان. اف.اس. گروندتویگ (انگلیسی: N. F. S. Grundtvig) از آن یاد می‌شود، کشیش، نویسنده، شاعر، فیلسوف، مورخ، معلم و سیاستمدار اهل دانمارک بود. او یکی از تأثیرگذارترین افراد تاریخ دانمارک است که فلسفه او شکل جدیدی از ملی‌گرایی را در نیمه پایانی قرن نوزدهم به وجود آورد. ادبیات ملی تأثیر پذیرفت و از پشتیبانی معنویت عمیق برخوردار شد.
گروندتویگ در تاریخ فرهنگی کشور خود از موقعیت منحصر به فردی برخوردار است. گروندتویگ و یارانش با داشتن نقش بسیار مؤثری در تدوین آگاهی ملی مدرن دانمارک تأثیرگذار شدند. وی در دوره طلایی دانمارک فعال بود، اما سبک نگارش و زمینه‌های مرجع او براحتی برای یک خارجی قابل دستیابی نیست، بنابراین اهمیت بین‌المللی وی با اهمیت معاصرانش مانند هانس کریستین اندرسن و سورن کیرکهگارد مطابقت ندارد.